# Pavlova Corona
Pavlova Corona es una corona (formación geológica en forma de corona) en el planeta Venus, a 14,5°N 40°E , cuadrángulo de Mead. Lleva el nombre de Anna Pavlova, una bailarina rusa (1881-1931).

## Geografía y geología
Pavlova Corona cubre un área circular de alrededor de 400 km de diámetro. Pavlova Corona es una de las cuatro principales coronas del este de Eistla Regio (Didilia Corona, Pavlova, Ninmah Corona e Isong Corona). Estas coronas tienen una estructura relativamente similar: una característica concéntrica elevada con una cúpula central y rodeada por un piso interior relativamente plano.